# プロトン・サヴィ
サヴィ (SAVVY)は、プロトンが製造販売していた自動車である。

## 概要
2005年6月に、2000年に生産を終了したティアラの後継車として発表。
ボディは自社開発となったが、エンジンはMitsubishiの直列4気筒 1.2L SOHC D4F型エンジンを搭載した。当初はマニュアルトランスミッションのみが採用されたが、2005年11月には自動制御式マニュアルトランスミッション採用モデルが発売された。なお、2代目サガのシャシには、サヴィのものをベースにホイールベースを延長したものが採用された。
2005年9月、イギリスへの輸出を開始。
2006年、スポーティモデルの「Zerokit」を発売。繊維強化プラスチック製のリアスポイラーや15インチホイールなどを装備する。
2007年1月19日、マイナーチェンジ。フロント・リアのデザインが変更された。
2014年8月、販売を終了した。後継車種はアイリスとなる。